# Henriëtte van de Poll
Frederika Louise Henriette van de Poll (Elst, 5 september 1853 - Zeist, 17 maart 1946) was vanaf 1 februari 1880 hofdame van de Nederlandse koningin Emma. Met een onderbreking van enkele jaren als surintendante bleef ze dit tot Emma's overlijden in 1934. Ze is vooral bekend door een verzameling van duizenden brieven aan haar familie over het hofleven en deels over de eigenaardigheden van koning Willem III, de echtgenoot van Emma. Op basis van de brieven werd in 2006 een boek over haar wederwaardigheden aan het Nederlandse hofleven samengesteld, voorzien van commentaar. 

## Familie
Van de Poll werd geboren als dochter van Fredrik Harman van de Poll (1823-1909), zoon van de burgemeester van Amsterdam, en jkvr. Henriette Wilhelmine van de Poll (1829-1909). Haar vader was vele jaren werkzaam voor de belastingdienst.

### Adelsverheffing
Bij Koninklijk Besluit (KB) van 16 september 1815 werd familielid mr. Jan van de Poll verheven in de Nederlandse adel. In de periode 1815-1889 werden nog een aantal leden van deze familie bij KB verheven in de Nederlandse adel. Henriëttes vader werd verheven in de Nederlandse adel bij KB van 20 mei 1875, waardoor zij in dat jaar jonkvrouw werd.

## Hofdame
Als hofdame moest Van de Poll aan diverse eisen voldoen: ongehuwd zijn en dat het liefst willen blijven, van onberispelijk gedrag zijn, fysiek sterk en niet te lang.
Bij KB van 1 februari 1880 werd Henriëtte benoemd als hofdame in dienst van koningin Emma, echtgenote van koning Willem III der Nederlanden. Tijdens haar diensttijd onderhield Henriëtte een jarenlange correspondentie met haar moeder, vader, broers en zusjes. Ze schreef vrijwel dagelijks, vooral aan haar moeder. In lange brieven schreef ze over het leven aan het hof. 
In 1880 weigerde ze de functie van gouvernante van prinses Wilhelmina, de enige dochter van Willem III en Emma. De reden van de weigering was dat ze dan in functie achteruit zou zijn gegaan. In oktober 1890 werd ze alsnog belast met Wilhelmina's opvoeding, maar in een iets hogere functie dan die van gouvernante; ze werd toen surintendante. Wilhelmina was toen inmiddels kroonprinses en zou in 1898 koningin worden. Van de Poll behield de functie van surintendante tot oktober 1896. Haar zus, jkvr. Louise Pauline van de Poll (1857-1943), had tussen 1909 en 1920 een vergelijkbare functie voor kroonprinses Juliana. Haar zus was tevens een van de getuigen van Juliana bij haar in 1937 gesloten huwelijk met de Duitse prins Bernhard van Lippe-Biesterfeld.
Na Emma's overlijden keerde jkvr. F.L.H. van de Poll terug naar huis Beek en Royen, waar ze op 17 maart 1946 overleed.
In 2006 werd met behulp van brieven van Henriëtte in het boek Vertel dit toch aan niemand van Dorine Hermans en Daniela Hooghiemstra een beeld geschetst van het leven aan het hof. De brieven liggen in het gemeentearchief van Zeist.

## Televisieserie Wilhelmina
In de Nederlandse televisieserie Wilhelmina (2001) figureert Henriëtte in één korte scène, die toont hoe koningin Emma onmiddellijk na het overlijden van Willem III haar dochter duidelijk maakt dat haar kindertijd ten einde is.